# 艾蒂安·麦克唐纳
艾蒂安-雅克-约瑟夫-亚历山大·麦克唐纳，塔兰托公爵（法語：Etienne-Jacques-Joseph-Alexandre MacDonald, Duke of Taranto；1765年11月17日—1840年9月25日），拿破仑战争期间法国军事领导人。拿破仑对他评论：「麦克唐纳是一位优秀而勇敢但不幸的指挥员」，同时，「当他吹风笛的时候，他不可信赖」。

## 家庭背景
麦克唐纳出生于色当，他的父亲内尔·斯蒂芬·麦克唐纳（Neil MacEachen，后变为MacDonald）是苏格兰人，来自苏格兰外赫布里底群岛南尤伊斯特岛的一个詹姆斯党。内尔是苏格兰詹姆斯党的女英雄弗洛拉·麦克唐纳（Flora MacDonald）的近亲，她在1746年協助小王位覬覦者查理·愛德華·斯图尔特逃生起到了关键作用。1745年老麦克唐纳因卡洛登戰役戰敗而流亡至法国。

## 军旅生涯
1785年麦克唐纳进入法军爱尔兰军团服役，1792年任吉伦特派将领夏尔·弗朗索瓦·迪穆里埃将军的上尉副官，1793年晋升为准将，1794年晋升为少将，加入萊茵軍團的莫羅將軍麾下，随后在圣布雷-梅塞军团(1795年)、那不勒斯军团(1798年)服役。1799年任意大利军团司令，击败奥地利的马克·冯·莱贝里希将军。6月為了北上增援莫羅將軍，被俄国亚历山大·苏沃洛夫元帅的俄奥联军击败，退到热那亚。然而該役他可圈可點的表現仍讓他獲得拿破崙的注意。後麥克唐納協助拿破崙發動霧月政變，成功確保駐紮在凡爾賽的軍隊效忠於拿破崙，他也因功成為瑞士方面軍的司令，他帶領部隊穿越阿爾卑斯山南下攻擊奧地利軍，他的行軍路線比拿破崙走的路線更為崎嶇危險，但傳世度卻遠不及前者。

## 法蘭西第一帝國
1801-1802年，他率军征服丹麦。1804年因麥克唐納的前上司莫羅被指控參與刺殺拿破崙的陰謀，麥克唐納挺身為前上司的聲譽辯護，然而此舉遭到拿破崙猜疑，麥克唐納被解除職務離開軍隊，回到鄉下莊園隱居，期間甚至遭到密探的監視。直到1809年第五次反法同盟期間，因拿破崙急需具備豐富經驗的指揮官，再度啟用麥克唐納，讓他擔任其繼子歐仁親王的軍事顧問，協助指揮義大利軍團，他們兩人配合的相當好，成功擊退南線的奧軍，北上與拿破崙會師並參與瓦格拉姆戰役，瓦格拉姆戰役的第二天，他頂著猛烈砲火率軍組成方陣向奧軍中央突破，拿破崙透過望遠鏡見到此景多次讚嘆道:「多麼勇敢的人啊!」麥克唐納率領的軍團雖然付出高昂代價，其大膽的進攻仍確保了瓦格拉姆戰役的勝利。勝利的第二天，拿破崙親自與其會面，二人盡釋前嫌，當下麥克唐納被拿破仑授予元帅权仗。12月他被冊封为塔兰托公爵。
隨後他率軍參與了半島戰爭，派駐在加泰隆尼亞。事後他視此為不甚光彩的一段回憶，法軍的殘虐暴行與地方游擊隊的勇敢抗暴形成鮮明對比，他在回憶錄中大力讚揚西班牙游擊隊的抵抗精神。
1812年他獲派指揮第10軍團參與征俄之役，這支軍團由不甚情願的德意志地區與普魯士軍組成，擔任入侵莫斯科的左翼，但期間並未爆發大規模戰鬥。1813年他仍是拿破崙倚重的元帥之一，他奉命監視布呂歇爾的普軍，然而卻因天候因素敗於卡茲巴赫戰役。雖然負有該役失敗責任，但他仍受拿破崙器重，指揮第11軍團參與2個月後的萊比錫之役，當法軍最終不支撤退時，麥克唐納負責後衛，險些受困於河對岸。
拿破崙失敗後，他與內伊以元帥身分要求拿破崙主動退位，他被拿破崙指派為與反法同盟談判的其中一人，拿破崙告訴外相塔列朗:「雖然麥克唐納並不喜歡我，但他是一個信守承諾，且富有原則的人，他值得信任。」數天後，二人離別前曾有一段對話，拿破崙說道:「我不甚了解你，也曾對你有偏見，我為那些拋棄我的人做了許多事，但你並沒有欠我什麼，卻仍保持忠誠，我很感激你的忠誠，雖然已為時已晚。」

## 波旁王朝復辟與百日王朝
拿破仑一世退位后，路易十八任命麦克唐纳为法国议员、第二十一军区司令，授予圣路易骑士勋章。1815年7月，任元老院大臣、枢密院成员。得知拿破崙歸來後，他仍效忠於路易十八，仍恪盡職守將其護送至比利時，回到巴黎後他拒絕與拿破崙會面，在拿破崙敗於滑鐵盧戰役後，他負責遣送剩餘的大軍團成員，使某些軍官免於被波旁王朝逮捕。1825年，他被晋升为四名大元帅之一，并指挥皇家卫队。

## 小結
麥克唐納雖沒有達武，馬塞納或者拉納的曠世天才，也缺乏馬爾蒙或聖西爾的技術專長，但他在瑞士戰役裡的表現依舊為他博得遠超烏迪諾或杜龐特等師級將領的軍銜。麥克唐納顯著的獨立指揮能力使得拿破崙不顧他在特雷比亞戰役和卡茲巴赫戰役裡的敗績而不斷將領軍要務交託予他，直至他功成身退。麥克唐納人格高尚，他仗義執言，且身為拿破崙身邊少數直言不諱的元帥，他一生並沒有沾上殘暴不仁或者背信棄義的污點。